# TT340
TT340 (Theban Tomb 340) è la sigla che identifica una delle Tombe dei Nobili ubicate nell'area della cosiddetta Necropoli Tebana, sulla sponda occidentale del Nilo dinanzi alla città di Luxor, in Egitto. Destinata a sepolture di nobili e funzionari connessi alle case regnanti, specie del Nuovo Regno, l'area venne sfruttata, come necropoli, fin dall'Antico Regno e, successivamente, sino al periodo Saitico (con la XXVI dinastia) e Tolemaico.

## Titolare
TT340 era la tomba di:
| Titolare  | Titolo                       | Necropoli      | Dinastia/Periodo     | Note |
| --------- | ---------------------------- | -------------- | -------------------- | ---- |
| Amenemhat | Servo del Luogo della Verità | Deir el-Medina | inizi XVIII dinastia |      |

## Biografia
Ma'an e Hut, furono rispettivamente il padre e la madre di Amenemhat che ebbe due mogli, Reditoh (o Satamon) e Nubnefert. Sennefer fu figlio della prima moglie, Reditoh o Satamon; a lui si devono le iscrizioni di TT340. Vengono indicati quattro altri figli maschi ed altrettante femmine, ma di nessuno di questi viene indicato il nome.

## La tomba
Si riconosce la TT340 come una delle più antiche tombe di artigiano della Necropoli degli operai di Deir el-Medina e forse la prima del Nuovo Regno di tutta la Necropoli tebana; proprio tale particolarità giustificherebbe le iscrizioni meno accurate attribuibili al figlio del defunto, Sennefer. Venne originariamente scavata nella roccia viva; le pareti furono quindi rivestite di mattoni che costituirono una superficie liscia su cui realizzare i dipinti e le iscrizioni. La cappella, costituita da una sala rettangolare molto piccola, era preceduta da un cortile, la cui forma e le cui dimensioni vennero successivamente stravolte anche dalla realizzazione, a nord, del muro che recinta il cortile dell'adiacente TT3 di Pashedu. Un corridoio dal soffitto a volta immette nella cappella costituita da una sala rettangolare trasversale rispetto all'asse del corridoio; anche questa presenta il soffitto a volta. In generale le decorazioni appaiono stilisticamente primitive; benché non eccessivamente danneggiate dal trascorrere dei millenni, appaiono tuttavia mutile poiché molti dei volti umani, e alcuni dei simboli religiosi, vennero scalpellati durante il periodo in cui TT340 venne impiegata come romitaggio copto. I dipinti parietali, aldilà delle mutilazioni cui si è sopra accennato e del fatto che in alcuni tratti appaiono incompleti, sono di buona fattura e applicati su una base generalmente gialla. Sulla parete sud (1 in planimetria) due occhi di Horus sovrastano Osiride e Anubi che si fronteggiano seduti; dinanzi alle divinità, ancora con perfetta simmetria, la figura del defunto inginocchiato dinanzi a due tavole per offerte. Più sotto, venendo meno alla simmetria del registro superiore, la coppia costituita da Amenemhat e dalla seconda moglie Nubnefert appare sulla destra della parete, assisa su un'unica sedia, dinanzi a una tavola imbandita; sulla sinistra, sono rappresentati quattro figli maschi e quattro femmine (i cui nomi non sono indicati) che partecipano al banchetto.
La parete ovest (4 in planimetria) presenta, al centro, una nicchia bassa e molto piccola (0,34 cm x 0,33 x 0,25). Anche in questo caso le rappresentazioni parietali seguono una certa simmetria: a sinistra e a destra della nicchia, infatti, si trovano due coppie sedute, rispettivamente i genitori del defunto, Ma'an e Hut, e il defunto con una delle mogli (forse Reditoh/Satamon).
La parete nord, ad arco come la parete sud che fronteggia, non venne completata (3 in planimetria), ma presenta anche in questo caso due occhi di Horus che garantiscono una linea di simmetria alle rappresentazioni sottostanti: nuovamente Osiride e Anubi, quest'ultimo con l'eccezionale colorazione verde della pelle, si fronteggiano; anche in questo caso hanno di fronte tavole per offerte e vengono serviti a banchetto dal defunto inginocchiato. Nei due registri inferiori, scene della processione funebre con portatori di offerte e di suppellettili funerarie, dolenti e prefiche; seguono due buoi e cinque uomini che portano sulle spalle una barca sacra su cui è adagiato il sarcofago.
La parete est (2 in planimetria) non venne ultimata e costituisce un'ottima fonte di studio del come, materialmente, venissero realizzate le pitture parietali: sono abbozzate in bianco, sulla parete gialla, alcune delle sagome che avrebbero successivamente accolto disegni più completi (figure, tavole per offerte, cibarie). Alcuni tratti sono stati schizzati molto sommariamente applicando, in alcuni casi, colori forse come pro-memoria di quelli che sarebbero stati successivamente e definitivamente applicati.
Il soffitto a volta della cappella reca la rappresentazioni di una pergola da cui pendono grappoli d'uva

### Annotazioni
1. ↑  La numerazione dei locali e delle pareti segue quella di Porter e Moss 1927, p. 400.
2. ↑  La prima numerazione delle tombe, dalla numero 1 alla 252, risale al 1913 con l'edizione del "Topographical Catalogue of the Private Tombs of Thebes" di Alan Gardiner e Arthur Weigall. Le tombe erano numerate in ordine di scoperta e non geografico; ugualmente in ordine cronologico di scoperta sono le tombe dalla 253 in poi.
3. ↑  I campi della Duat, ovvero l'aldilà egizio, si trovavano, secondo le credenze, proprio sulla riva occidentale del grande fiume.
4. ↑  Nella sua epoca di utilizzo, l'area era nota come "Quella di fronte al suo Signore" (con riferimento alla riva orientale, dove si trovavano le strutture dei Palazzi di residenza dei re e i templi dei principali dei) o, più semplicemente, "Occidente di Tebe".
5. ↑  le Tombe dei Nobili, benché raggruppate in un'unica area, sono di fatto distribuite su più necropoli distinte.
6. ↑  Le note, sovente di inquadramento topografico della tomba, sono tratte, fino alla TT252, dal "Topographical Catalogue" di Gardiner e Weigall, ed. 1913 e fanno perciò riferimento alla situazione dell'epoca.
7. ↑  Sennefer, figlio di Amenemhat e della sua prima moglie, fu verosimilmente l'autore di tutte le iscrizioni della tomba; costui, tuttavia, doveva essere quasi analfabeta, giacché le iscrizioni contengono ripetuti errori, tanto da far ritenere che derivino da copiatura di altri testi analoghi; quando se ne discosta, i testi sono confusi tanto da rendere difficile l'interpretazione dei nomi e dei rapporti di parentela, specie per quanto riguarda le filiazioni dalla prima o dalla seconda moglie. In alcune iscrizioni Nubnefert risulta essere non solo il nome della seconda moglie del defunto, ma anche il nome di un figlio della prima moglie e, quindi, fratello di Sennefer.
8. ↑  Le teste sono in taluni casi sproporzionate rispetto al corpo e le braccia dei personaggi risultano molto sottili e lunghe.
9. ↑  Caso più unico che raro nel panorama delle rappresentazioni di Anubi, questi, normalmente ritratto con la pelle nera, è qui rappresentato con la pelle di colore verde, normalmente destinato a Osiride giacché rimanda al colore verde della carne cadaverica. Il dio sciacallo inoltre, anche in questo caso eccezionalmente, ha il corpo avvolto in un sudario bianco.
10. ↑  I due sono seduti su un'unica sedia (forse per mancanza di spazio nella realizzazione artistica), tanto che Amenemhat sembra seduto sulle ginocchia della moglie.
11. ↑  Tutti recano sul capo un accenno di coni profumati, piatti e non prominenti come in rappresentazioni successive, e le femmine tengono dinanzi al naso fiori azzurri. L'egittologa Nadine Cherpion ha ipotizzato che tale rappresentazione non fosse realistica, che cioè tali coni non esistessero nella realtà, ma fosse un modo per rappresentare, artisticamente e graficamente, l'uso di profumi in occasione di ricevimenti e banchetti.
12. ↑  Unica altra rappresentazione nota di pergola con uva si trova nella TT96 denominata, appunto, anche "Tomba delle Vigne". La TT96, peraltro, è intestata a tale Sennefer, Sindaco di Tebe, ma non è dato di sapere se si tratti del figlio di Amenemhat, titolare della TT340.

### Fonti
1. ↑  Gardiner e Weigall 1913.
2. ↑  Donadoni 1999,  p. 115.
3. ↑  Porter e Moss 1927, p. 407.
4. ↑  Porter e Moss 1927, così viene riportato il nome nel testo, p. 407.
5. 1 2 3 4  (EN) La tomba TT340 di Amenemhat:, su osirisnet.net. URL consultato il 18.11.2018.
6. ↑  Porter e Moss 1927,  p. 407.
7. ↑  Porter e Moss 1927,  pp. 406-407.
8. ↑  Cherpion 1994.
9. ↑  Porter e Moss 1927,  pp. 407-408.